# Tổ hợp tháp Etihad
Tổ hợp Etihad là một phức hợp của năm tháp trong thành phố Abu Dhabi, thủ đô của Các tiểu vương quốc Ả rập

## Sử dụng
Tổ hợp nằm đối diện với khách sạn Emirates Palace, bao gồm các khu văn phòng, nhà ở và khách sạn. Chi phí xây dựng ước tính là khoảng 2.5 tỉ Dirham (256.37 triệu USD). Tháp 2 và 5 được đổ nóc vào tháng 10 năm 2010.
Một năm sau, tháng 10 năm 2011, Khách sạn Jumeirah của tập đoàn Jumeirah được khánh thành trong Tháp 1. Nhà hàng Nhật Bản Tori No Su mở cửa trong khách sạn năm 2012. Với việc khánh thành Tháp số 2 (tháng 12 năm 2012), nó trở thành tòa nhà cao nhất trên đảo Abu Dhabi và cao thứ hai trong cả vùng Abu Dhabi sau Sky Tower  trên đảo Al Reem. Tháp số 2 còn có một đài quan sát trên tầng 75 có thể lên thông qua khách sạn bên dưới.
- Tháp 1: 69 tầng (cao 277 mét)
- Tháp 2: 74 tầng (cao 305 mét)
- Tháp 3: 54 tầng (cao 260 mét)
- Tháp 4: 61 tầng (cao 234 mét)
- Tháp 5: 55 tầng (cao 218 mét)

Tổ hợp Etihad còn được sử dụng như một địa điểm quay phim. Năm 2015 trong phim Furious 7,  Dominic Toretto (Vin Diesel) và Brian O'Conner (Paul Walker) đã trộm một chiếc Lykan HyperSport và lái nó bay qua ba tháp của tổ hợp.